# Złotopiór żółtodzioby
Złotopiór żółtodzioby (Galbula albirostris) – gatunek małego ptaka z rodziny złotopiórów (Galbulidae). Występuje w północnej i północno-zachodniej części Ameryki Południowej – w Brazylii, Kolumbii, Ekwadorze, Gujanie Francuskiej, Gujanie, Peru, Surinamie i Wenezueli. Nie jest zagrożony wyginięciem.

## Taksonomia i systematyka
Złotopiór żółtodzioby został umieszczony w swoim własnym rodzaju, Pslilpornis, na początku XX wieku; rodzaj ten został włączony do Galbula w połowie wieku. On i złotopiór niebieskoszyi (Galbula cyanicollis) zostały później uznane za konspecyficzne (należące do tego samego gatunku), ale od około 1974 roku traktuje się je jako supergatunek.
Zwykle wyróżnia się dwa podgatunki złotopióra żółtodziobego:
- G. a. albirostris Latham, 1790 – złotopiór żółtodzioby[4] – podgatunek nominatywny
- G. a. chalcocephala Deville, 1849 – złotopiór purpurowogłowy[4]

Złotopiór purpurowogłowy może stanowić odrębny gatunek (i tak jest np. klasyfikowany przez IUCN), ale potwierdzenie tego wymaga dalszych badań.

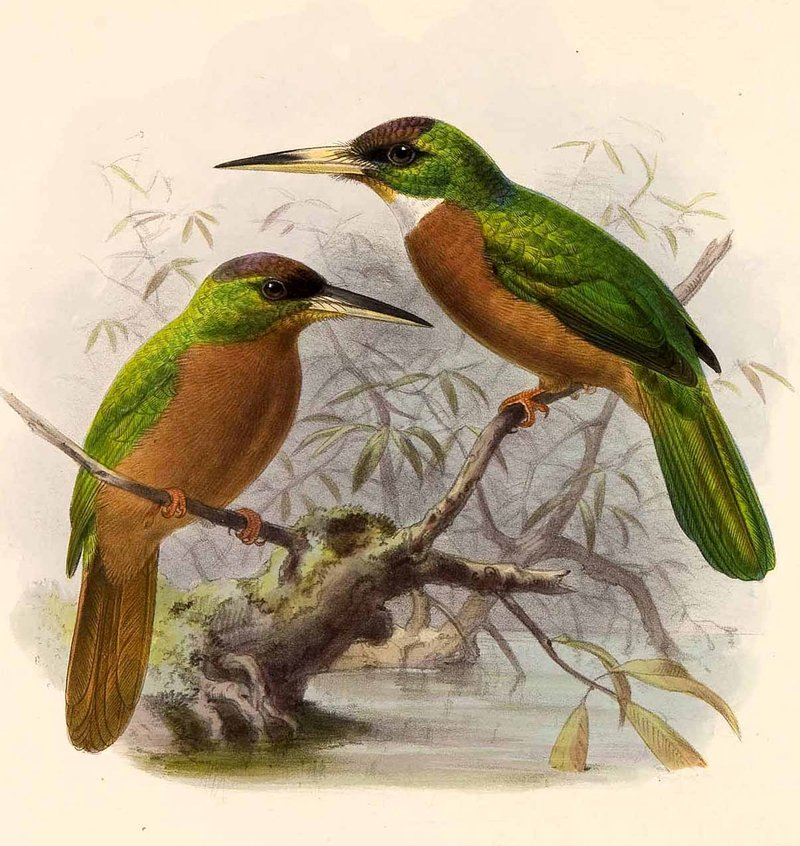
Samica (po lewej) i samiec (po prawej), ilustracja J.G. Keulemansa

## Morfologia
Nominatywny złotopiór żółtodzioby ma 18 do 21 cm długości i waży 16 do 24 g. Czubek głowy samca jest błyszcząco miedziany lub purpurowy, a reszta górnych części ciała jest szmaragdowo zielona. Podbródek jest płowy, gardło białe, a reszta spodniej części ciała jest blado rudo-cynamonowa. Samica ma jaśniejsze części ciała i rudo-płowy gardło.
Podgatunek G. a. chalcocephala również ma 18 do 21 cm długości i waży od 16,9 do 22,9 g. W porównaniu do podgatunku nominatywnego jego czubek głowy jest brązowozielony, a grzbiet ciemniejszy, brązowozielony. Podbródek jest ciemniejszy, a rudo-cynamonowa barwa spodniej części ciała jest bogatsza. Gardło samca jest takie samo białe, ale u samicy jest rudo-cynamonowe.

## Występowanie i siedlisko
Oba podgatunki złotopióra żółtodziobego występują na wschód od Andów i na północ od Amazonki. Podgatunek nominatywny występuje od departamentu Vaupés we wschodniej Kolumbii przez południową i wschodnią Wenezuelę do regionu Gujana i na południe do północnej Brazylii. G. a. chalcocephala występuje wzdłuż górnego biegu rzeki Orinoko w południowej Wenezueli na południe przez południowo-wschodnią Kolumbię, wschodni Ekwador i zachodnią Brazylię do północno-wschodniego Peru.
Preferowane siedliska obu podgatunków nieco się różnią. Podgatunek nominatywny zamieszkuje lasy terra firme, várzea i igapó, zarówno pierwotne, jak i wtórne. W przeciwieństwie do wielu innych złotopiórów, występuje głównie wewnątrz lasu, a nie na jego skraju, ale często odwiedza polany i wywrócone drzewa. Można go również znaleźć w lasach galeriowych i piaszczystych lasach nadmorskich. Chociaż odnotowano go na wysokości do 1300 m, zwykle występuje poniżej 900 m. Ogólnie rzecz biorąc, G. a. chalcocephala ma podobne wymagania, ale w Ekwadorze i Peru wydaje się występować tylko w lasach terra firme. Odnotowano go na wysokości do 400 m w Ekwadorze i do 800 m w Peru.

## Zachowanie

### Pożywienie
Dieta złotopióra żółtodziobego składa się z szerokiej gamy owadów. Gniazduje na odsłoniętych gałęziach w koronach drzew, zazwyczaj w parach, i stamtąd wyskakuje, aby złapać lecącą zdobycz. Dołącza również do stad żerujących mieszanych gatunków.

### Rozród
Nory gniazdowe nominatywnego złotopióra żółtodziobego zostały znalezione w gniazdach termitów nadrzewnych i zakłada się, że podobnie jak większość innych złotopiórów gnieździ się on również w ziemnych skarpach. W regionie Gujana gniazdowanie przypada na porę suchą (od czerwca do listopada). W zniesieniu dwa jaja. Nic nie wiadomo o fenologii lęgów G. a. chalcocephala.

## Status zagrożenia
Międzynarodowa Unia Ochrony Przyrody (IUCN) od 2014 roku klasyfikuje złotopióry żółtodziobego i purpurowogłowego jako osobne gatunki i oba zalicza do kategorii najmniejszej troski (least concern – LC). Liczebność ich populacji nie została oszacowana, ale ptaki te opisywane są jako rzadkie (uncommon). Jednakże prawdopodobnie są wrażliwe na wylesianie i inne formy niszczenia siedlisk, w związku z tym trend liczebności populacji oceniany jest jako spadkowy.